# Daniel Daio
Daniel Lima dos Santos Daio (nacido en 1947) es un ex primer ministro de Santo Tomé y Príncipe. Fue la primera persona elegida libremente para el cargo, desempeñándolo del 7 de febrero de 1991 al 16 de mayo de 1992. Es miembro del Partido Convergencia Democrática-Grupo de Reflexión.

## Biografía
Cuando el archipiélago se independizó en 1975, Daio era miembro del Movimiento para la Liberación de Santo Tomé y Príncipe (MLSTP). Se desempeñó como Ministro de Defensa y Seguridad Nacional, pero fue destituido en 1982 por el presidente Manuel Pinto da Costa, quien se nombró a sí mismo para la vacante. Cuando la nación se convirtió en un estado multipartidista en 1990, fue secretario general de un nuevo partido, el Partido Convergencia Democrática-Grupo de Reflexión (PCD-GR).
Ganó las primeras elecciones legislativas multipartidistas en 1991 con un 54,4%; su partido obtuvo 33 escaños en el parlamento. Se convirtió en Primer Ministro el 7 de febrero. 
Al asumir Daio, la economía de la nación era pobre. El primer ministro lideró las reformas recomendadas por el Fondo Monetario Internacional y el Banco Mundial. No obstante, precios de los bienes y necesidades aumentaron, la devaluación de la dobra en un 40% llevó a protestas masivas y demandas de renuncia. El 16 de mayo de 1992, dejó el cargo y fue sucedido por Norberto Costa Alegre.
En febrero de 1993, renunció como secretario general de su partido PCD-GR.